# Сент Џо (Тексас)
Сент Џо (енгл. St. Jo) град је у америчкој савезној држави Тексас. По попису становништва из 2010. у њему је живело 1.043 становника.

## Демографија
Према попису становништва из 2010. у граду је живело 1.043 становника, што је 66 (6,8%) становника више него 2000. године.
| Група             | 2000.       | 2010.       |
| Белци             | 912 (93,3%) | 902 (86,5%) |
| Афроамериканци    | 2 (0,2%)    | 1 (0,1%)    |
| Азијати           | 1 (0,1%)    | 12 (1,2%)   |
| Хиспаноамериканци | 42 (4,3%)   | 106 (10,2%) |
| Укупно            | 977         | 1.043       |